# Cupido bipuncta
Cupido bipuncta är en fjärilsart som beskrevs av Bright och Leeds 1938. Cupido bipuncta ingår i släktet Cupido och familjen juvelvingar. Inga underarter finns listade i Catalogue of Life.